# Karapapaki
Karapapaki ali Tarakama (azerbajdžansko Qarapapaqlar, (narečno Qarapapaxdar), Tərəkəmələr; turško Karapapaklar, Terekemeler) so turško ljudstvo, skupina plemen ali ena od etnografskih skupin Azerbajdžancev, ki izvirno govori karapapaščino, zahodni oguški jezik, tesno povezan z azerbajdžanščino in turščino. V novejšem času sta karapapaški jezik v veliki meri izpodrinila azerbajdžanski in turški jezik. Živijo na severovzhodu Turčije (provinci Kars in Iğdır) in severozahodu Irana, pa tudi v Gruziji (provinca Kvemo-Kartli) in Azerbajdžanu (predvsem Kazaški in Agstafški rajon (okrožje)).
Med Karapapaki izstopajo naslednja plemena: Terkavjun (drugo ime je Borčalo, kar pomeni »kanovo pleme«), Saral, Arapli, Džan-Ahmedi, Čaharli, Ulačli.
Potem ko so se v srednjem veku skupaj z drugimi turško govorečimi in mongolskimi nomadi preselili v Zahodno Azijo, so se Karapapaki naselili ob reki Debed v vzhodni Gruziji (ob sedanji gruzijsko-armenski meji). Preselili so se v Kadžarski Iran in Osmansko cesarstvo po sklenitvi turkmenčajske mirovne pogodbe med Iranom in Ruskim imperijem leta 1828. Karapapake, ki so ostali znotraj Ruskega imperija, so v številkah carskega prebivalstva šteli kot ločeno skupino. V času obstoja Sovjetske zveze so Karapapake kulturno in jezikovno asimilirali Azerbajdžanci in so jih v sovjetskih popisih prebivalstva leta 1959 in 1970 šteli kot »Azerbajdžance«. Leta 1944 so Karapapake v Sovjetski zvezi množično deportirali v sovjetsko Srednjo Azijo.
Glede na najnovejša zahodna etnografska dela, ki so se ukvarjala predvsem z etnografijo Sovjetske zveze, je večina Karapapakov v 1980-ih živela v Turčiji, Iranu, sovjetski Srednji Aziji (predvsem v Uzbeški SSR) in sovjetskih republikah Kavkaza (predvsem v Gruzijski SSR in Armenski SSR).

## Etimologija imena
Etnonim »karapapak« se v oguško-turškem jeziku prevede kot črni klobuk (črna papaha) ali v karapapaščini »karaborka«, kjer »kara« pomeni črni, »bork« pa papaha.
Karapapaki se včasih imenujejo »Terekeme« ali »Tarakama« (iz arabščine »تراكمة« (Tarākameh), arabska prekinjena množina za Turkmence – izraz, ki se tradicionalno uporablja za katero koli turško nomadsko ljudstvo). Po Nikolaju Baskakovu je pojem »Terekem« skupno ime, ki so jim ga dali Perzijci, in je arabska množina (»تر ﻛـمـه«) iz besede »Turk« (»تركي«). Ime »Karapapak« pa je vzdevek, ki so ga Turki dali nomadskim plemenom, najverjetneje glede na značilnost oblačil (»قـﺎ ﺭﺍ ﭘﺎ ﭘﺎ ﺥ«). Po mnenju azerbajdžansko-turškega turkologa Ahmeta Caferoğluja se v Turčiji sedeči Terekemi, ki živijo na območju Karsa in Ahiske, pogosteje imenujejo Karapapaki, samo ime »Terekem« pa je dodeljeno nomadom.
V znanstveni literaturi se glede na skupnost glavne tradicionalne smeri gospodarstva – govedoreje, Karapapakov, Padarov in Šahševanov pogosto rabi skupni izraz Terekeminci, ki združuje vse tri skupine.
Del Karapapakov se je imenoval »Karaborki«. Za Karaborke je znano, da so živeli v Širvanu v 16. stoletju. V sedanjem Udžarskem rajonu v Azerbajdžanu je vas in občina Qarabörk. Z imenom Karabork v kirgiškem epu Manas nastopa junaško dekle, hči kalmiškega princa Kajip-dana. To je tudi eno od plemen, ki so igrala vlogo pri nastanku karakalpaškega ljudstva.

## Zgodovina
Karapapaki so bili prvotno turkomanska skupina, ki jo je zgodovinar George Bournoutian imenoval »turkizirani Kazahi (Kazaki)«. V Zahodno Azijo so se preselili v srednjem veku skupaj z drugimi turško govorečimi in mongolskimi nomadi, kjer so nekateri postali kmetje.
Karapapaki so se borili na iranski strani proti Ruskem imperiju v rusko-perzijski vojni 1804–1813. Leta 1814 je zadnji erevanski sardar, Hosein Han Sardar, preselil del Karapapakov v regijo Erevan. Na ozemlju Erevanskega kanata so Karapapaki živeli v 28-ih vaseh Daračičaškega mahala. Do druge četrtine 19. stoletja so živeli severno od Sevanskega jezera (trenutno je to ozemlje razdeljeno med Armenijo, Gruzijo in Azerbajdžan).
Po ruski zmagi v rusko-perzijski vojni 1826–1828 in posledični turkmenčajski mirovni pogodbi so se Karapapaki preselili z območja ob reki Debed v vzhodni Gruziji (ob sedanji gruzijsko-armenski meji) v Osmansko cesarstvo in Kadžarski Iran. Delno so se naselili v osmanski regiji Kars, kjer so tvorili 15 % prebivalstva, deloma pa v iranski regiji Solduz (sedanje Nakadeško okrožje), južno od Urmijskega jezera. Iranski prestolonaslednik Abas Mirza je predal regijo Solduz kot fevd 800 karapapaškim družinam in ti novi naseljenci so morali v zameno imeti 400 konjenikov, pripravljenih na razpolago za vlado. Tik pred njihovim prihodom je bilo v regiji Solduz 4.000 do 5.000 družin, ki so jih sestavljali Kurdi in Turki iz plemena Mukaddam. Postopoma pa je dežela prešla v roke karapapaških prišlekov. V Iranu v 19. stoletju je bilo kot del iranske neregularne vojske karapapaško pleme ena od dvaindvajsetih enot (dastehov) provincialne milice iz province Azerbajdžan.
Nekaj let po ruskem osvajanju Karsa je carska vlada izvedla štetje prebivalstva v novo pridobljeni pokrajini. V tem štetju prebivalstva v tedanji Karski oblasti iz leta 1883 je bilo Karapapakov (rusko Карапапахи) 21.652, od tega 11.721 sunitov in 9931 šiitov. Carske oblasti so tudi terekemensko etnično skupino v tedanji Dagestanski oblasti obravnavale kot del karapapaške etnične skupine. Številke carskega prebivalstva za obdobje 1886–1892 so štele 8.893 Terekemencev v Dagestanski oblasti in so jih štele kot del celotnega karapapaškega prebivalstva v imperiju. Po popisu prebivalstva v Ruskem imperiju leta 1897 je bilo v celotnem Ruskem imperiju 29.879 Karapapakov.
Nekaj let pozneje, leta 1910, naj bi jih po kavkaškem koledarju bilo 39.000 in so bili razporejeni v 99 vaseh v Karski oblasti. 63 od teh vasi je bilo v Karski oblasti, 29 v Ardahanu in 7 v Kaghzvanu. Enciklopedični slovar Brockhausa in Jefrona (ESBE), ki je izšel konec 19. in v začetku 20. stoletja (1890–1907), omenja Karapapake kot ločeno etnično skupino, vendar kaže, da se »imenujejo zakavkaški Tatari (torej Azerbajdžanci), ki so se preselili v Karsko oblast iz obmejnih gubernij Zakavkazja.«
Po podatkih ESBE so ob koncu 19. stoletja Karapapaki predstavljali 22,5 % prebivalstva mesta Kars in 14 % prebivalstva Karske oblasti.
Hristofor Vermišev je izpričal, da so se Azerbajdžanci, ki živijo v Ahalcijskem in Ahalkalaškem okraju v Tifliski guberniji, imenovali Karapapak.
Med osmansko okupacijo iranskega Nakadeja od 1908 do 1912 je karapapaško prebivalstvo precej trpelo, saj so jih Osmani obravnavali kot iranske agente. V začetku 20. stoletja so si Karapapaki v regiji Solduz delili enajst vasi s sunitskimi Kurdi.
Po sovjetskem popisu prebivalstva iz leta 1926 se je število Karapapakov drastično zmanjšalo na samo 6.315, kar je odražalo izgubo Karške oblasti zaradi novoustanovljene Republike Turčije po prvi svetovni vojni leta 1923. Podatki iz sredine leta 1920 so pokazali, da je 70 % vseh Karapapakov živelo v Iranu in 30 % v Sovjetski zvezi – Karapapaki v Turčiji so do tedaj najverjetneje veljali preprosto za Turke, zato za Turčijo niso poročali o nobenih številkah. Glede na delo Islamic Peoples of the Soviet Union Shirin Akiner, prvič objavljeno leta 1983, ki obravnava stanje ob in okoli sovjetskega popisa prebivalstva leta 1926, je v tem času velika večina Karapapakov živela zunaj Sovjetske zveze. Tisti znotraj Sovjetske zveze so večinoma živeli v južnem delu Azerbajdžanske SSR ob reki Aras. Akinerjeva je dodala, da se je celo leta 1926 komaj kateri Karapapak mogel pogovarjati v izvirnem karapapaškem jeziku. Večina tedanjih sovjetskih Karapapakov so bila suniti, manjšina pa so bili šiiti. Karapapaki so bili v sovjetskem popisu leta 1926 navedeni kot ločena skupina. V Armenski SSR so Karapapaki živeli v Agbabinskem rajonu.
V času obstoja Sovjetske zveze pa so Karapapake kulturno in jezikovno asimilirali Azerbajdžanci in so jih v sovjetskih popisih prebivalstva leta 1959 in 1970 šteli za »Azerbejdžance«.
Leta 1944 so Karapapake v Sovjetski zvezi množično prisilno izselili v sovjetsko Srednjo Azijo, skupaj z meshetskimi Turki, Kurdi in drugimi iz Gruzijske SSR.
Po delu Olsona in sodelavcev, ki je bilo objavljeno leta 1994, in se posebej ukvarja z etnografijo Ruskega imperija in Sovjetske zveze, so Karapapaki opisani kot majhna etnična skupina in turkmensko pleme, ki živi predvsem v in okolici Taškenta, v času izida knjige prestolnici Uzbeške SSR.
Olson in sodelavca so nazadnje dodali, da je bilo tedaj v Sovjetski zvezi več kot 10.000 Karapapakov, večina jih je živela v sovjetski Srednji Aziji, majhnemu številu Karapapakov pa se je v 1980-ih uspelo vrniti v južno Gruzijo in severno Armenijo. V Iranu in Turčiji naj bi tedaj živelo približno 30.000 oziroma 60.000 Karapapakov. Skupine Karapapakov še danes živijo v okolici Ardahana, Karsa in Iğdırja.

## Kultura

### Jezik in pisava
V turških popisih prebivalstva leta 1935 in 1950 so bili Karapapaki, skupaj s Turki in Turkmenci, navedeni kot turško govoreči, popis prebivalstva v Ruskem imperiju leta 1897 pa je pokazal, da Karapapaki govorijo svoj jezik. V tem prvem splošnem popisu prebivalstva je bila karapapaščina navedena kot ločeni jezik.
Karapapaki so prvotno govorili večinoma svoj zahodni oguški jezik, ki je del zahodne oguške veje in je tesno povezan z azerbajdžanščino in turščino. V Gruzijski SSR so ta jezik pogosto zamenjevali z azerbajdžanščino. Zaradi podobnosti s procesom asimilacije v Sovjetski zvezi v Turčiji Karapapaki ne govorijo več svojega turškega jezika in so popolnoma prešli na turščino. Brent Brendemoen v delu Turkic-Iranian Contact Areas: Historical and Linguistic Aspects poudarja, da je bila selitev Karapapakov (in med drugim Terekemenov) v sodobnem času z vzhoda Turčije odgovorna za prenos arabskih izposojenk s perzijskim vokalizmom na izolirana območja vse do zahoda do mesta Kangal in province Sivas.

### Religija
Karapapaki so bili tradicionalno suniti hanafijskega madhaba, šiiti in privrženci ali-ilahizma. Iranski Karapapaki so večinoma šiiti (predvsem aleviti), turški pa suniti. Karapapaki, ki živijo v Kazaškem in Agstafškem rajonu, ter tudi borčalski Karapapaki, izpovedujejo sunitski islam.
Olson in sodelavca so navedli, da so Karapapaki predvsem privrženci sinkretične religije ali-ilahizma. Pojasnjujejo tudi, da je zaradi karapapaških verskih praks »tradicionalno prisoten element skrivnostnosti in fanatizma v njihovi veri«. Bennigsen je podobno izjavil, da je »določeno število Karapapakov ali-ilahistov, kar nekoliko ovira njihovo asimilacijo s strani Azercev«.

## Tradicionalno gospodarstvo
Karapapaki so se tradicionalno ukvarjali z ovčerejo in malo poljedelstvom.

## Znane osebnosti
Sledi seznam osebnosti karapapaškega porekla:
- Mehrali-bek (tr) (1844–1905), paša Osmanske vojske, narodni heroj Turčije in Azerbajdžana
- Abrek Deli Gambar (rojen 1902), rojen v vasi Saračli
- Zabit Səmədov (az) (rojen 1984), azerbajdžanski kikbokser
- Čingiz Allazov (en) (rojen 1993), beloruski borec tajskega boksa in K-1 gruzijskega rodu in azerbajdžanskega porekla
- Tofiq Musayev (az) (rojen 1989), azerbajdžanski borec mešanih borilnih veščin